# Nebula Mask Machine Man
Ne doit pas être confondu avec Machine Man.

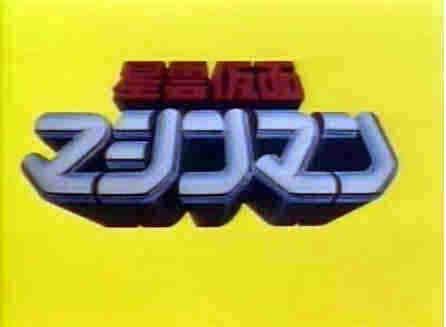
logo de Nebula Mask Machine Man

Nebula Mask Machine Man ou Seiun Kamen Machineman est une série japonaise de type Tokusatsu, et donc copieuse en effets spéciaux, diffusée courant 1984, créée par Shotaro Ishinomori et produite par Toei Company.
Son personnage principal est un homme recouvert d'une armure de métal, nommé Ken Takase ou Nick, originaire d'une planète éloignée et venu sur Terre, pour ses études, afin d'observer le comportement humain. Sur place il se lie rapidement avec une terrienne, après une rencontre fortuite : Maki Hayama, une journaliste. Cette dernière tombe amoureuse à la fois de Ken et de sa seconde identité Machine man. Tous deux découvrent qu'une organisation criminelle, "Tentacle", est responsable de plusieurs démolitions de bâtiments. Ces deux raisons, pousseront Machine Man à rester plus longtemps sur Terre et à combattre le Tentacle, puis plus tard "Octopus", une nouvelle organisation criminelle.